# Есекс (кралство)
Вижте пояснителната страница за други значения на Есекс.
Кралството на източните сакси (на староанглийски: Ēast Seaxna Rīce; на латински: Regnum Orientalium Saxonum) или Kралство Есекс е една от основните ранносредновековни монархии на англо-саксонската Хептархия. Основана през VI век, тя покрива по-късните графства Есекс, Хартфордшър, Мидълсекс и Кент. Нерядко кралството е подчинявано от съседите си, което в крайна сметка е и причина за изчезването му в пределите на владенията на Егбърт Уесекски.

## История

### Свидетелства
Според историческия извор Tribal Hidage Есекс съответства на 7000 хайда (1 хайд=ок. 120 акра). Кралството граничи на север с Източна Англия, на юг през Темза с Кентуеър, на изток се простира Северно море, а западно се намира Мерсия. В територията на източните сакси попадат античните римски средища Колчестър и Лондон , . Липсват достатъчно други достоверни източници за ранното кралство, като няма и негова версия на Anglo-Saxon Chronicle. Есекс се счита от историците за незначително и политически зависимо кралство.

### Произход
Според легендата саксите се заселват по тези територии в ранния V век  след като краля на бритите Вортигерн им отстъпва триновантската земя.
Кралството расте за сметка на съседни племенни общини като:
- Родинги – родът на Хрота,[10]
- Хемели, дн. Хемел Хемпстед[11]
- Ванги [12] – блатист район около Мардайк
- Денги [4]
- [13]
- Бересинги, дн. Баркинг[14][15]
- Хеферинги, дн. Хаверинг[14]
- Упинги – дн. Епинг.[14]

### Монархия
Според някои историци Есекс е управляван от династия, която съвсем в духа на времето си се причислява към наследниците на Водан и Секснет. Счита се, че генеалогията на кралете на Есекс е написана по-късно – през IX век в Уесекс. Прави впечатление, че кралството няколко пъти е управлявано едновременно от няколко крале. За първи крал се сочи Есквин, но за основател на есекската династия се смята Следа. Първите примери на монетосечене в Есекс показват, че в началото кралството е независимо. Гробницата на есекския крал Себ (664 – 683) е запазена в Старата Сейнт Пол до Големия пожар в Лондон, при който е унищожена безследно.

### Християнство
Беда Достопочтени пише за Есекс, когато анотира пристигането на първия християнски епископ на Лондон Мелитус през 604. Тогава кралството е под властта на Етелберт, крал на Кентуеър и вуйчо на новопокръстения Зеберт Есекски. Тогава са поставени и основите на катедралата Свети Павел. Със смъртта на Зеберт източните сакси се връщат към езичеството, Мелитус е прогонен, а Есекс отново става независимо кралство.
Зигеберт II Добрия връща християнството в Есекс с мисията на Свети Кед и новопостроените манастири Тилабург (дн. Тилбъри) and Итанчестър (Брадуел). През 2003 е открито богато погребение на християнин в този район, като не се изключва това да са останките на Зигеберт Добрия. Езичеството се възражда като основна религия през 660 с възкачването на Свитхелм. Въпреки покръстването му неговата ранна смърт и избухналата чумна епидемия отблъскват хората от християнството. От тази слабост се възползва Вулфхер, крал на Мерсия, който покорява Есекс и изпраща Яруман, епископ наЛичфийлд за да покръсти отново източните сакси. В следващите години клирици като Вин (666) и Еркенвалд (675) успяват да укрепят духовната власт на лондонския епископ над Есекс, която се запазва до 1845.

### Късна история и край
Есекс показва силна връзка с Кентуеър отвъд Темза, подпечатана с кралски бракове като този на След и Рикула, сестра на Етелберт Кентски. Към VIII век територията на Есекс намалява под ударите на Мерсия, а останалата част е политически зависима от западния съсед. След като кралят на Мерсия Беорнвулф е победен през 825, Зигеред, последния крал на Есекс отстъпва кралството си на владетеля на Уесекс крал Егбърт.
В следващите векове Есекс на няколко пъти нетрайно възстановява независимостта си. Първо Мерсия подкрепя кралски претендент за трона на източните сакси през 825. По-късно, през IX век възниква временно кралство, включващо част от Есекс. А между 878 и 886 територията попада под властта на Дейнлоо като кралство Източна Англия. След отвоюването му от Едуард Стари последният е представляван от старши наместник (елдорман) и Есекс става графство.

## Крале на Есекс
Списъкът се счита за неточен от някои автори.
| Период       | Владетел             | Tитул                                                                           | Бележки                                              |
| ------------ | -------------------- | ------------------------------------------------------------------------------- | ---------------------------------------------------- |
| 527 до 587   | Есквин               | ÆSCVVINE CENFVSING ESTSEAXNA CYNING ÆSCVVINE REX SAXONVM ORIENTALIVM            |                                                      |
| 587 до 604   | Следа                | SLEDDA ÆSCVVINING ESTSEAXNA CYNING SLEDDA REX SAXONVM ORIENTALIVM               |                                                      |
| 604 до 616/7 | Зеберт               | SÆBRYHT SLEDDING ESTSEAXNA CYNING SÆBRYHT REX SAXONVM ORIENTALIVM               |                                                      |
| 616/7 до 617 | Зексред              | SEXRED SÆBRYHTING ESTSEAXNA CYNING SEXRED REX SAXONVM ORIENTALIVM               | Съвместно с Зевард; убит в битка със западните сакси |
| 616/7 до 617 | Зевард               | SÆVVARD SÆBRYHTING ESTSEAXNA CYNING SÆVVARD REX SAXONVM ORIENTALIVM             | Съвместно с Sexred; убит в битка със западните сакси |
| 617 до 653   | Зигеберт Малкия      | SIGEBRYHT SÆVVARDING ESTSEAXNA CYNING SIGEBRYHT PARVVS REX SAXONVM ORIENTALIVM  |                                                      |
| 653 до 660   | Зигеберт II Добрия   | SIGEBRYHT SÆVVARDING ESTSEAXNA CYNING SIGEBRYHT SANCTVS REX SAXONVM ORIENTALIVM | Свети Зигеберт                                       |
| 660 до 664   | Свитхелм             | SVVIÞELM ESTSEAXNA CYNING SVVIÞELM REX SAXONVM ORIENTALIVM                      |                                                      |
| 664 до 683   | Зигхер               | SIGHERE SIGEBRYHTING ESTSEAXNA CYNING SIGHERE REX SAXONVM ORIENTALIVM           | Съвместно със Себ                                    |
| 664 до 694   | Себ                  | SEBBI ESTSEAXNA CYNING SEBBI REX SAXONVM ORIENTALIVM                            | Съвместно с Зигхер; абдикирал в полза на Зигехерд    |
| 694 до 709   | Зигехерд             | SIGEHEARD SEBBING ESTSEAXNA CYNING SIGEHEARD REX SAXONVM ORIENTALIVM            | Съвместно с Свефред                                  |
| 695 до 709   | Свефред (Swaebheard) | SVVÆFRED SIGEHEARDING ESTSEAXNA CYNING SVVÆFRED REX SAXONVM ORIENTALIVM         | Съвместно с Зигехерд                                 |
| 709          | Офа                  | OFFA SIGEHERING ESTSEAXNA CYNING OFFA REX SAXONVM ORIENTALIVM                   | Абдикирал                                            |
| 709 до 746   | Зелред (Swebert)     | SÆLRED SIGEBRYHTING ESTSEAXNA CYNING SÆLRED REX SAXONVM ORIENTALIVM             | Съвместно с Свефберт                                 |
| 715 до 738   | Свефберт             | SVVÆFBRYHT ESTSEAXNA CYNING SVVÆFBRYHT REX SAXONVM ORIENTALIVM                  | Съвместно с Зелред                                   |
| 746 до 758   | Свитред              | SVVIÞRED SIGEMVNDING ESTSEAXNA CYNING SVVIÞRED REX SAXONVM ORIENTALIVM          |                                                      |
| 758 до 798   | Зигерик              | SIGERIC ESTSEAXNA CYNING SIGERIC REX SAXONVM ORIENTALIVM                        | Абдикирал                                            |
| 798 до 812   | Зигеред              | SIGERED SIGERICING ESTSEAXNA CYNING SIGERED REX SAXONVM ORIENTALIVM             |                                                      |
| 812 до 825   | Зигеред              | SIGERED DVX SAXONVM ORIENTALIVM                                                 | Подчинен крал на Мерсия                              |
| 825          | Подчинен на Уесекс   | Подчинен на Уесекс                                                              | Подчинен на Уесекс                                   |